# Морі Йосіро
Йосіро Морі (яп. 森 喜朗; нар. 14 липня 1937) — японський політик, 85-тий та 86-тий прем'єр-міністр Японії.

## Життєпис
Морі Йосіро народився в місті Номі в префектурі Ісікава.
У 1960 закінчив комерційний факультет Університету Васеда.

### Політична кар'єра
У 1962 році Йосіро пійшов з газети, у якій працював, та став секретарем члену Парламенту Японії. На загальних виборах 1969, у віці 32 років був обраний у нижній палаті, був переобраний 10 разів. У 1980 році він був залучений до скандалу про отримання незареєстрованих акцій компанії Recruit.
Займав посади міністра освіти у 1983 та 1984 роках, міністра міжнародної торгівлі у 1992 та 1993 роках та міністром будівництва у 1995 та 1996 роках.
У 1999 році Морі почав брати на себе контроль над фракцією Міцузуку (колишня фракція АВЕ), яку раніше очолював Хіроші Міцузукою з Ліберально-демократичної партії.
У квітні 2000 (після смерті від інсульту його попередника — Кейдзо Обуті) був обраний на пост прем'єр-міністра, а в грудні того ж року був переобраний на цю посаду. Період знаходження Морі при владі був затьмарений низкою політичних скандалів. У результаті, у квітні 2001 року Морі подав у відставку. На посаді прем'єра його змінив Коїдзумі Дзюнітіро.